# Chironomus
Chironomus är ett släkte i familjen fjädermyggor. De är till utseendet ganska lika stickmyggor och ses liksom sådana ofta dansande i stora skaror i närheten av vattensamlingar, men suger till skillnad från dessa inte blod.
Larverna lever i vatten, till och med i havsvatten, och har mer än stickmyggelarverna anpassat sig till ett sådant levnadssätt, då de har ett föga utvecklat eller förkrympt trakésystem och inte behöver komma upp till vattenytan för att hämta luft. I bottenslammet bygger de rör och gångar att vistas i. I öppet vatten simmar de med slingrande rörelser.
Till färgen är några röda på grund av hemoglobin, som gör att larverna kan ta upp syre löst i vattnet och magasinera det, och därför vistas till och med på stora djup: ända ned till 300 meter under vattenytan. Hos andra arter saknas emellertid hemoglobin. Larverna har då mer utvecklade andrör och lever i grundare vatten. Till de med röda larver utrustade arterna hör bland annat arten Chironomus plumosus. Dess flygtid infaller under våren och sommarens början.
Hos arter i detta släkte har man funnit en könlös fortplantning redan under puppstadiet: vårgenerationens puppor lägger kort före sin kläckning ägg inneslutna i ett geléaktigt hölje, som utvecklas partenogenetiskt till nya larver. Höstgenerationens fortplantning hos samma arter uppges däremot försiggå på vanligt sätt.
Släktet förekommer i Sverige med ett hundratal arter.